# 1703
1703 (MDCCIII) var ett normalår som började en måndag i den gregorianska kalendern och ett normalår som började en fredag i den julianska kalendern samt ett normalår som började en torsdag i den svenska kalendern.

## Händelser

### Januari
- 14 januari – En jordbävning inträffar i Norcia i sydöstra Italien.

### Februari
- 2 februari – En jordbävning inträffar i L'Aquila i Italien.
- Februari – Soldater vid Fort Louis de la Mobile firar Mardi Gras, och påbörjar därmed denna tradition i den amerikanska staden Mobile.

### Mars
- 19 mars – Svenskarna besegrar polackerna i slaget vid Saladen.

### April
- 21 april – Svenskarna besegrar sachsarna i slaget vid Pultusk.
- 30 april – Ryssarna anfaller Nyenskans.

### Maj
- 4 maj – Ryssarna intar Nyenskans.
- 16 maj (GS) – Ryssarna börjar bygga Sankt Petersburg på före detta svenskt område, där staden Nyen låg.
- 26 maj – Portugal går med i Stora alliansen.

### Juni
- Juni – Den kompletta isländska folkräkningen 1703 presenteras för Islands allting.

### Juli
- 9 juli – Svenskarna besegras av ryssarna i slaget vid Systerbäck.

### Augusti
- Augusti – Lidköping drabbas av en kvartersbrand.[1]

### September
- 7 september – Svenskarna erövrar Poznań.

### Oktober
- 3 oktober – Karl XII:s armé erövrar städerna Danzig och Toruń (Thorn).
- Oktober – En virvelvind blåser omkull tornet vid Gan Takal i den abessinska staden Gondar.

### November
- 24 november–2 december – En atlantisk orkan, härjar södra England och Engelska kanalen och dödar omkring 8 000 människor, de flesta ute till havs.

### December
- 27 december – Portugal och England sluter Methuenfördraget, som ger portugisiskt vin företräde framför andra viner, vid import till England.

### Okänt datum
- Den nya svenska bibelöversättningen, Karl XII:s bibel, utkommer. Förändringarna sedan förra utgåvan är små, eftersom den lutherska ortodoxin fortfarande är förhärskande.

## Födda
- 23 mars – Cajsa Warg, klassisk svensk kokboksförfattare.[2]
- 23 juni – Marie Leszczyńska, fransk drottning.
- 29 september – François Boucher, fransk målare.

## Avlidna
- 16 januari – Erik Dahlbergh, svensk greve, arkitekt, fältmarskalk med mera.[3]
- 3 mars – Robert Hooke, engelsk naturforskare och uppfinnare.
- 15 maj – Charles Perrault, fransk författare.
- 26 maj – Samuel Pepys, engelsk ämbetsman.
- 11 augusti - Anna Isabella Gonzaga, italiensk regent.
- 16 november – Lars Wallenstedt, svensk greve och hovrättspresident.[4]

### Fotnoter
1. ↑  ”Värmlands brandhistoriska klubb”. Arkiverad från originalet den 12 oktober 2011. https://www.webcitation.org/62NB7kO36?url=http://www.brandhistoriska.org/olyckor_se.html. Läst 25 mars 2011.
2. ↑  ”Det hände i dag”. http://webnews.textalk.com/se/calendar.php?id=9747&type=month&ds=20100323&list=true.
3. ↑  ”Det hände i dag”. http://webnews.textalk.com/se/calendar.php?id=9747&type=month&ds=20110116&list=true.
4. ↑  ”Stockholm den 17 Novembris”. Ordinarie Stockholmiske Post-Tijender:  s. 8. 17 november 1703. https://tidningar.kb.se/sb4k1kf42rz02gd/part/1/page/8.